# Kebnekaise
Kebnekaise (płn-lap. Giebnegáisi) – dwuwierzchołkowy szczyt w Górach Skandynawskich w Laponii w gminie Kiruna, w kręgu polarnym. Jest najwyższym szczytem Szwecji, Laponii i europejskiej strefy polarnej. Skalisty wierzchołek północny (Nordtoppen) ma wysokość 2096,8 m n.p.m. 
Wierzchołek południowy (Sydtoppen) pokryty jest czapą lodową o grubości kilkudziesięciu metrów, która topiąc się latem i rosnąc zimą sprawia, że wysokość szczytu waha się w granicach kilkunastu metrów (skała sięga do wysokości 2060 m n.p.m.). W XX wieku dla wierzchołka południowego podawano wysokości od 2111 m latem do 2123 m zimą. 
Latem 2016 wysokość południowego szczytu wynosiła 2097,5 m n.p.m., 18 sierpnia 2017 zmierzono 2098,5 m n.p.m., 2 lipca 2018 wysokość wynosiła 2101 m, a 31 lipca 2018 już tylko 2097 m, natomiast 5 sierpnia wyniosła 2096,5 m. 
Ocieplenie klimatu spowodowało iż 2 sierpnia 2018 wierzchołek północny po raz pierwszy był wyższy od wierzchołka południowego i tym samym to właśnie on stał się w tym czasie wierzchołkiem należącym do Korony Europy. Latem 2019 wierzchołek północny był wyższy od południowego ponad 120 cm, 14 sierpnia 2021 o 220 cm, a we wrześniu 2023 o 360 cm. 
Góra znajduje się około 90 km na zachód od Kiruny. Szczyt jest trudno dostępny ze względu na spore oddalenie od cywilizacji, od najbliższego parkingu w miejscowości Nikkaluokta do schroniska (STF Kebnekaise fjällstation, 670 m n.p.m.) trzeba przejść 19 km i kolejne 10 km na wierzchołek. Wliczając drogę powrotną do przejścia jest prawie 60 km i ponad 2000 m podejść. 

## Literatura
W powieści Selmy Lagerlöf Cudowna podróż pojawia się Akka z Kebnekaise - przywódczyni stada gęsi.